# François-Louis Tremblay
François-Louis Tremblay (* 13. listopad 1980, Alma, Québec) je kanadský shorttrackař. Získal pět olympijských medailí, dvě zlaté (5 km štafeta v Salt Lake City 2002 a Vancouveru 2010), dvě stříbrné (5 km štafeta v Turíně 2006 a sprint 500 metrů individuálně na stejné olympiádě) a jednu bronzovou (sprint 500 metrů individuálně ve Vancouveru 2010). Má též 21 medailí z mistrovství světa, z toho devět zlatých, a tři zlaté z her dobré vůle v roce 2000.